# Broń rewolwerowa

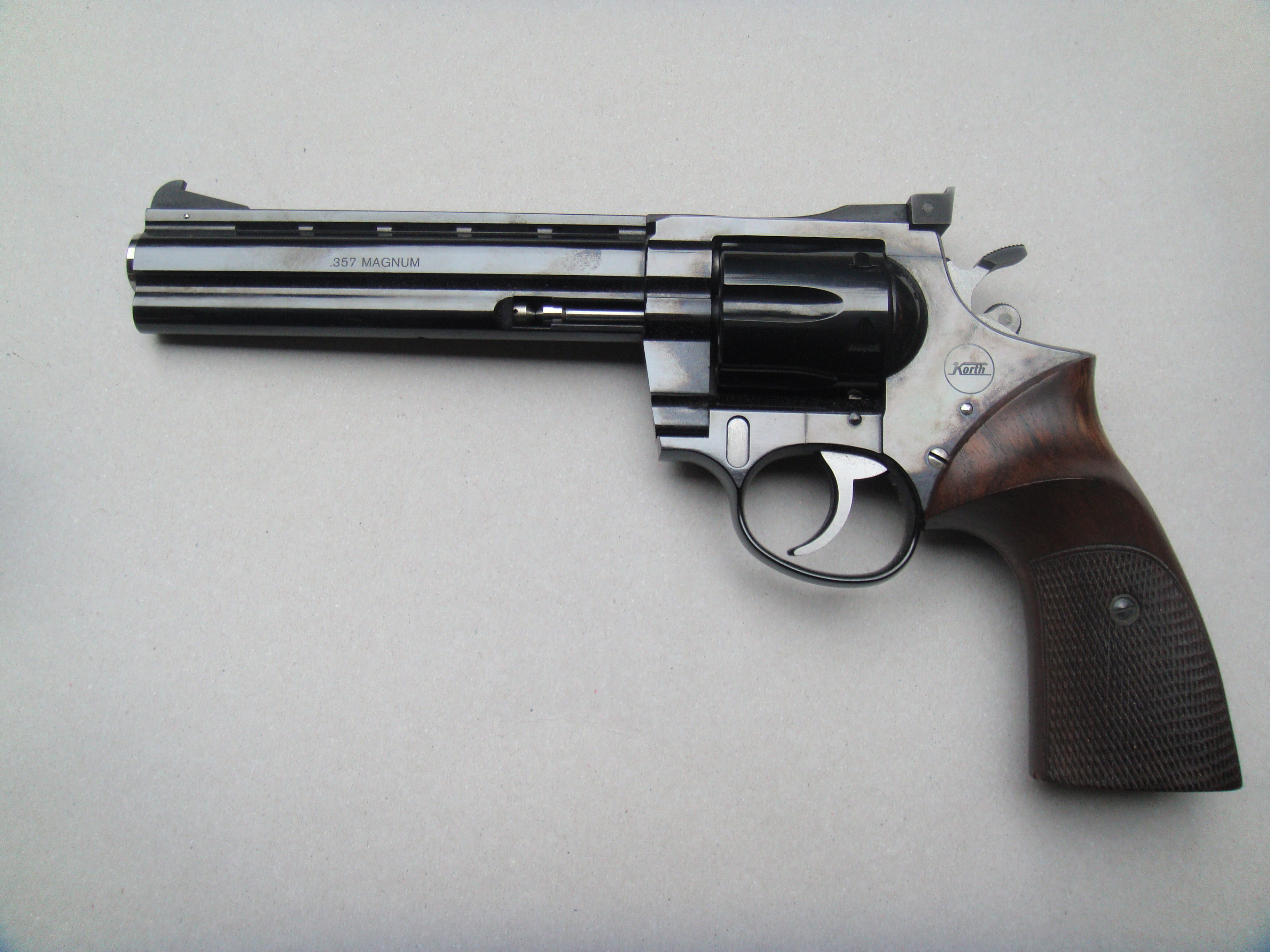
Broń rewolwerowa (rewolwer)

Broń rewolwerowa – broń palna wielostrzałowa, w której bęben w kształcie walca pełni rolę magazynka amunicyjnego.
W broni tej częściowy obrót bębna wokół osi równoległej do osi przewodu lufy powoduje, że poszczególne komory nabojowe są kolejno ustawiane i ryglowane podczas strzału na osi przewodu lufy. Do najczęściej spotykanej broni tego typu należy rewolwer. Stosuje się również działka rewolwerowe i granatniki rewolwerowe.
Pierwowzory tego typu broni pojawiły się około połowy XVI w., które wyposażano w zamki lontowe lub kołowe, a późniejsze wzory broni w zamki skałkowe (od połowy XIX w.) i kapiszonowe (od lat 20. XIX w.). Od połowy XIX w. montowano urządzenia odpalające, które były przystosowane do strzelania nabojami scalonymi, w początkowym okresie z bocznym zapłonem, a później z centralnym. Rozwijającą się broń rewolwerową wyposażano w zespół kilku luf sprzężonych ze sobą i obracających się wokół wspólnej osi. Broń o takiej konstrukcji nazywano bronią wiązkową.